# William Osler
Sir William Osler 1° Baron, FRS, Frcp. (Bond Head, Ontario, 12 de julio de 1849-Oxford, Inglaterra, 29 de diciembre de 1919) fue un médico canadiense y uno de los Big Four (los cuatro grandes) profesores fundadores del Hospital Johns Hopkins. Osler creó el primer programa de residencia para el entrenamiento de médicos especialistas y fue el primero en llevar a los estudiantes de medicina del salón de clases al entrenamiento clínico en la cama del enfermo. Es frecuentemente descrito como el padre de la medicina moderna y uno de los más grandes diagnosticadores con la utilización del estetoscopio. Osler fue una persona de muchos intereses, que aparte de ser médico, fue bibliófilo, historiador, autor y un renombrado bromista. Fuera de la medicina era un apasionado de las bibliotecas médicas y de la historia de la medicina y entre sus logros se encontraba la Historia de la Sociedad de Medicina en la Real Sociedad de Medicina de Londres. Como cargo bibliotecario fue un instrumento para encontrar la Asociación de Bibliotecas Médicas de Gran Bretaña y de Irlanda, la Asociación Estadounidense de Bibliotecas Médicas (conocida como la Asociación Médica de Bibliotecas) con otras tres, incluyendo Margaret Charlton, la bibliotera médica de su alma mater, la Universidad de McGill. Dejó su gran biblioteca de la historia médica a McGill, donde existe como la Biblioteca Osler. Es considerado el Padre de la Medicina Interna.

## Biografía

### Familia
El bisabuelo de William Osler, Edward Osler, fue descrito como un marino mercante y/o pirata. Uno de los tíos de William, Edward Osler (1798-1863) fue oficial médico de la Real Armada, escribió la vida de Lord Exmouth y el poema The Voyage.
El padre de William Osler, el Reverendo Featherstone Lake Osler (1805-1895), el hijo de un naviero de Talmouth, Cornwall, fue un antiguo teniente en la Real Armada quién sirvió en HMS Victory. En 1831 Featherstone Osler fue invitado a servir en el HMS Beagle como oficial científico para Charles Darwin en el histórico viaje a las Islas Galápagos, pero no pudo asistir por estar su padre agonizando. En 1833 Featherstone Osler anunció que sería Ministro de una iglesia en Inglaterra. 
Siendo un adolescente, Featherstone Osler estuvo a bordo del HMS Sappho el cual fue destrozado por unas tormentas en el Atlántico y dejado a la deriva por varias semanas. Sirviendo en la Marina fue naúfrago en Barbados. En 1837 Featherstone Osler oficialmente se retiró de la Armada y emigró a Canadá, siendo una alforja de ministro, en la parte rural superior de Canadá. Cuando Featherstone Osler y su esposa, Ellen Free Picton llegaron a Canadá, estuvieron cerca de naufragar otra vez en Egg Island en el Golfo de San Lorenzo. Tuvieron varios hijos incluyendo a William, Britton Bath Osler y Sir Edmun Boyd Osler.
Estudió en la Universidad McGill en Montreal, Quebec, donde obtuvo la licenciatura en medicina. Posteriormente fue profesor en la Universidad de Pensilvania y jefe de medicina clínica en dicha universidad. En 1889 fue el primer profesor de medicina de la Universidad Johns Hopkins. En 1905 se trasladó a Inglaterra, donde permaneció en Oxford hasta su muerte. Fue nombrado sir en 1911 por sus grandes contribuciones en el campo de la medicina.
Fue un gran colecccionista de libros de historia de la medicina. Después de su muerte su colección formó la parte principal de la Biblioteca de Historia de la Medicina de la Universidad McGill, que fue fundada en 1929.
Distintas enfermedades y síntomas llevan el nombre de Osler:
- Signo de Osler  es una falsa lectura de hipertensión arterial debida a arterioesclerosis.
- Nódulos de Osler subcutáneos, dolorosos secundarios a endocarditis.
- Enfermedad de Rendu-Osler-Weber (también conocida como telangiectasia hemorrágica hereditaria), es un síndrome con múltiples malformaciones vasculares en la piel, en la mucosa nasal y oral, y también con formación de fístulas pulmonares.
- Filaria de Osler: un parásito nemátodo
- Síndrome de Osler dolores cólicos recurrentes con típica irradiación a espalda. Debido litiasis de la ampolla de Vater
- Oslerus osleri (Filaroides osleri) Nemátodo que parasita la carina traqueal de los cánidos, produciendo bronquitis verminosa.
- Enfermedad de Vaquez-Osler o Policitemia Vera Enfermedad mieloproliferativa maligna, crónica y Epo independiente

Por las necesidades detectadas para el ejército durante la Primera Guerra Mundial, solicitó a la fisióloga y patóloga Edith Claypole que buscara una inmunización a la tifoidea y aunque se vacunó, terminó muriendo en 1919 por la exposición al patógeno.
La muerte de Sir William Osler transcurre durante el fin de la gran pandemia de 1918, a solicitud expresa antes de su muerte, fue realizada su autopsia por el Dr. AG Gibson , documentando la causa de muerte, una neumonía complicada por empiema y abscesos pulmonares originada por Hemophilus influenzae, es posible que la infección inicial haya sido por influenza debido a las circunstancias de la época.

## Controversias

### Racismo
Osler dijo que Canadá debía ser un "país de blancos" en un discurso pronunciado en 1914, en la época del incidente del Komagata Maru, relacionado con la inmigración procedente de la India.
Osler escribió "Odio a los latinoamericanos" en una carta a Henry Vining Ogden.
Bajo el seudónimo de "Egerton Yorrick Davis", Osler se burlaba de los indígenas: "Toda tribu primitiva conserva algún vil hábito animal aún no eliminado en la marcha ascendente de la raza".
Desvelando este contexto histórico, los periodistas David Bruser y Markus Grill y el archivero Nils Seethaler  reconstruyen el envío de varios cráneos indígenas por Osler desde Canadá a Alemania, que se encontraban (hasta entonces desconocidos) bajo custodia de los Museos Estatales de Berlín.

### Gerontología
Osler es muy conocido en el campo de la gerontología por el discurso que pronunció al dejar Hopkins para convertirse en Regius Professor de Medicina en Oxford.  "El período fijo", pronunciado el 22 de febrero de 1905, incluía algunas palabras controvertidas sobre la vejez.  Osler, que tenía una faceta humorística muy desarrollada, tenía unos cincuenta años cuando pronunció el discurso y en él mencionó la obra de Anthony Trollope The Fixed Period (1882), que preveía una universidad en la que los hombres se jubilaran a los 67 años y, tras darles un año para arreglar sus asuntos, fueran "extinguidos pacíficamente con cloroformo".Afirmaba que "el trabajo eficaz, conmovedor y vitalizador del mundo se realiza entre los veinticinco y los cuarenta años" y que a partir de entonces todo iría cuesta abajo. El discurso de Osler fue cubierto por la prensa popular que tituló sus reportajes con "Osler recomienda cloroformo a los sesenta". 
El concepto de la eutanasia obligatoria para los seres humanos después de un "periodo fijo" (a menudo 60 años) se convirtió en un tema recurrente en la ficción imaginativa del siglo XX; por ejemplo, en la novela de Isaac Asimov de 1950 Pebble in the Sky y Half a Life (Star Trek: The Next Generation). En la 3.ª edición de su Libro de texto, también acuñó la descripción de la neumonía como "la amiga de los ancianos", ya que permitía a los ancianos una muerte rápida y comparativamente indolora: "El anciano se libra de esas "frías gradaciones de la decadencia" tan angustiosas para él mismo y para sus amigos" Casualmente, el propio Osler murió de neumonía.